# Van Morrison
Van Morrison, OBE, rodným jménem George Ivan Morrison, (* 31. srpna 1945 v Belfastu, Severní Irsko) je britský zpěvák, písničkář, básník a multiinstrumentalista, nositel Řádu britského impéria a držitel hudební ceny Grammy.
Patří k nejvýznamnějším představitelům populární hudby v její dosavadní historii. Vyniká suverénním hlasovým projevem a je také uznávaným skladatelem a mnohostranným hudebníkem (kytaristou, saxofonistou, hráčem na foukací harmoniku, bicí atd.). Jeho osobitý hudební výraz vyrůstá z kořenů rhythm and blues a keltské hudby, který je dále obohacen o vlivy rocku, folku, soulu, jazzu i country. Je pro něj příznačné střídání rozmanitých stylů a jejich míšení. V anglofonní oblasti se ujala jeho přezdívka „Van the Man“ („Člověk Van“).
K jeho nejúspěšnějším písním patří „Gloria“, kterou nazpíval se skupinou Them a kterou později převzala Patti Smithová (otevírala její debutové album Horses z roku 1975). K jeho dalším písňovým úspěchům z jeho následné sólové dráhy patří Brown Eyed Girl, v 70. letech pak Moondance, Domino (píseň, Van Morrison), Wild Night a další. Natočil na 35 alb, z nichž zvláště legendární Astral Weeks (1968) a komerčně úspěšné Moondance (1970) se řadí k základním albům rockové historie a v autoritativních anketách hudebních kritiků celého světa se trvale objevují na nejpřednějších příčkách (srov. např. anketu amerického hudebního časopisu Rolling Stone 500 nejlepších alb všech dob nebo anketu amerického magazínu Mojo Top 100 Mojo - Readers 1996).
V jeho dosavadní tvorbě lze pozorovat střetávání i propojování několika určujících poloh: folk-rockové, především na albech Astral Weeks a Veedon Fleece (1974), soul-rockové s prvky blues, zvláště Moondance, His Band and the Street Choir (1970), přičemž určitou syntézu obou uvedených poloh představuje album Saint Dominic's Preview (1972). Country se objevuje na albech Tupelo Honey (1971), Into the Music (1979) a zejména Pay the Devil (2006). K jeho umělecky nejpřesvědčivějším výkonům na poli jazzové inspirace patří album What's Wrong with This Picture? (2003).
V roce 1993 se stal členem Rock'n'rollové síně slávy (Rock and Roll Hall of Fame) a v roce 2003 vstoupil do Síně slávy písničkářů (Songwriters Hall of Fame). Je populární ve Velké Británii, v rodném Irsku nebo ve Spojených státech amerických. Svojí tvorbou ovlivnil řadu dalších tvůrců (Bruce Springsteen).

## Umělecká kariéra

### 60. léta: Od skupiny Them k albuAstral Weeks
V roce 1964 na sebe upozornil jako frontman blues-rockového uskupení Them. Skupina svým syrovým „garážovým“ zvukem a Morrisonovým divokým vokálem plně zapadala do kontextu kapel The Rolling Stones nebo The Who. Skupina zaznamenala úspěch díky několika písním, jejichž autorem je vesměs sám Morrison: kromě zmíněné „Gloria“ také „Here Comes the Night“ nebo coververzí Dylanovy „It's All Over Now, Baby Blue“. Po odchodu ze skupiny se začal věnovat sólové dráze. Jeho styl zpočátku kráčel ve šlépejích stylu Them. Po vydání singlu „Brown Eyed Girl“ zaznamenal jako sólista svůj první výrazný úspěch. Píseň, nahraná v New Yorku, se v roce 1967 umístila na 10. příčce americké hitparády a dodnes patří k jeho nejznámějším opusům.[zdroj?] Během amerického pobytu vzniklo několik nahrávek, jejichž výsledkem se stalo album Blowin' Your Mind! (1967). Album však bylo vydáno bez jeho souhlasu, a proto jej nelze považovat za umělcův oficiální sólový debut. V té době také vznikají zárodečné verze písní „Beside You“ a „Madame George“. Po uzavření kontraktu se společností Warner Bros. Records začal pracovat na svém prvním albu. Dostalo název Astral Weeks (podle stejnojmenné úvodní písně) a lze bez nadsázky říct, že dodnes patří ke klenotům populární hudby, jehož cena časem spíše ještě vzrůstá.[zdroj?] Toto jeho mistrovské dílo nese všechny znaky konceptuálního alba: není volným sledem několika skladeb, ale cyklem osmi motivicky vzájemně provázaných skladeb s propracovanou výrazovou strukturou. Na celkové působivosti alba se podepsalo citlivé hudební aranžmá, stejně jako jeho nezapomenutelný hlasový přednes a v neposlední řadě také jeho vlastní texty. Tímto albem opustil svůj dosavadní hudební styl a současně se jím zařadil mezi vůdčí zjevy populární hudby své doby, hned po boku Boba Dylana.

### První polovina 70. let: Objevování nových stylů
Do 70. let vstoupil dvojicí alb Moondance a His Band and the Street Choir (obě 1970). Oproti meditativním, melancholicky laděným Astral Weeks z předchozí dekády jsou obě alba naopak plná hudebního optimismu a živočišnosti. Zvuk obou alb je ovlivněn soulem a některé nahrávky (např. „Gypsy Queen“) upomínají na charakteristický sound Motownu. Titulní skladba alba Moondance zase směřuje k jazzu. Obě alba se setkala s příznivým přijetím kritiky i posluchačů; ve Spojených státech zůstává Moondance jeho nejpopulárnějším dílem vůbec. Pro následující Tupelo Honey (1971) je příznačné inspirativní křížení blues a country. V roce 1972 bylo vydáno album Saint Domic's Preview, další jeho opus magnum, v němž se částečně vrací k poetice Astral Weeks. Týká se to jmenovitě dvou rozměrných skladeb „Listen to the Lion“ a „Almost Independence Day“. Svým stylem i strukturou dílo stojí na pomezí Astral Weeks a Moondance. Po vydání Hard Nose the Highway (1973) s hitem „Warm Love“ se objevuje dvojalbum It's Too Late to Stop Now (1974), hudebně sytý dokument jeho koncertního umění, jedno z největších live alb rockové historie. Ještě téhož roku došlo k jeho další proměně, a to albem Veedon Fleece. Tento titul stojí patrně nejblíž Astral Weeks – i zde převládá zvuk akustické kytary a smyčců, obohacený o výraznější prvky keltské hudby (např. v závěrečné skladbě „Country Fair“, ale také v hypnotické „You Don't Pull No Punches, But You Don't Push the River“). Tímto dílem, v jehož textech se nacházejí četné odkazy na poezii Williama Blakea, vyvrcholilo klasické období jeho tvorby a nastala tříletá odmlka.

### Druhá polovina 70. let: Krize a postupné obnovení tvůrčích sil
Během těchto tří let žil v ústraní, „daleko od vyšlapaných cestiček“. V jednom interview prohlásil, že si po deseti letech vyčerpávající práce potřebuje od hudby odpočinout. Později se dokonce přiznal, že se tehdy vážně zaobíral myšlenkou opustit hudební průmysl nadobro. Až v listopadu 1976 vystoupil s kapelou The Band, a to byl počátek jeho obnoveného aktivního zájmu o hudbu. V následujících dvou letech 1977 a 1978 vydal dvě alba A Period of Transition a Wavelenght, přičemž druhé jmenované se stalo nejrychleji prodávaným albem v jeho kariéře.[zdroj?] Jeho skutečným comebackem se stalo album Into the Music (1979), řazené - zvláště pro zdařilou čtveřici posledních písní - mezi jeho nejlepší díla. Album je zajímavé míšením country, blues a keltské hudební tradice a slouží jako živoucí důkaz renesance jeho tvůrčích sil, kterou měl v následující dekádě potvrdit.

### 80. a 90. léta: Ve znamení tvůrčí kontinuity
Na samém počátku 80. let, v roce 1980, bylo vydáno album Common One, jímž se, podobně jako v případě Veedon Fleece, znovu vrátil k básnickému mysticismu Astral Weeks. Album se skládá ze šesti nestejně dlouhých písní, z nichž především více než patnáctiminutová skladba „Summertime in England“ patří k Morrisonovým nejpozoruhodnějším textům. Byla částečně inspirována anglickými básníky Williamem Wordsworthem a Samuelem Taylorem Coleridgem, avšak objevují se v ní i jména T. S. Eliota a W. Blakea. Ačkoli hudebně stojí album ve stínu svých starších předchůdců Astral Weeks a Veedon Fleece, zůstává přesvědčivým dokladem jeho pokračujícího básnického vyzrávání. V Beautiful Vision (1982) se Morrison přiklání ke svým belfastským kořenům, populární se stala autobiograficky laděná píseň „Cleaning Windows“ (mytí oken bylo jeho první zaměstnání poté, co opustil školu). Jako básnickou poctu Rimbaudovi, s jehož dílem se Morrison seznamoval už v 70. letech, lze charakterizovat úvodní píseň alba A Sense of Wonder (1985), nazvanou „Tore Down a La Rimbaud“. Akustická kytara převažuje v aranžmá následujícího alba No Guru, No Method, No Teacher (1986), upomínající místy opět na zvuk Astral Weeks či Veedon Fleece. Oblíbeným se stal jeho duet s Cliffem Richardem „Whenever God Shines His Light“, jehož chytlavá melodie otvírá album Avalon Sunset (1989).
V roce 1990 se objevila kompilace The Best of Van Morrison, shrnující jeho dosavadní tvorbu, reprezentovanou těmi nejznámějšími písněmi („Gloria“, „Sweet Thing“, „Moondance“, „Warm Love“, „Cleaning Windows“). V témže roce vystoupil jako jeden z hostů berlínského hudebního show The Wall, které organizoval Roger Waters ze skupiny Pink Floyd. Společně s Watersem a některými členy kapely The Band zde zazpíval pinkfloydovskou „Comfortably Numb“. Rok nato pak v řecké Akropoli zpíval s Bobem Dylanem „Crazy Love“, „Foreign Window“ a „One Irish Rover“. V roce 1993 se stal členem Rock'n'rollové síně slávy (Rock and Roll Hall of Fame), kam byl uveden svým přítelem Robbie Robertsonem ze skupiny The Band. Po celá 90. léta však především dál vydával svá alba. Kromě působivého Too Long in Exile (1993) vzpomeňme melancholické Days Like This (1998), hudebně nápadité The Healing Game (1997) nebo posluchačsky úspěšné Back on Top (1999).

### Po roce 2000 a současné projekty
V roce 2001 získal čestný doktorát Queen's University v severoirském Belfastu, svém rodišti (o devět let dříve, v roce 1992, získal čestný doktorát univerzity v Ulsteru). Už roku 2000 se na trhu objevila jeho dvě nová alba: The Skiffle Sessions - Live in Belfast 1998, záznam vystoupení s Lonnie Doneganem a Chrisem Barberem, a studiové You Win Again. Zejména první jmenované album je plné svěží hudby a výborně zachycuje spontánní atmosféru koncertu. Rok po vydání alba Down the Road (2002) se stal členem Síně slávy písničkářů (Songwriters Fame of Hall). Slavnostní ceremoniál se uskutečnil v New Yorku v červnu 2003 a během něho vystoupil Ray Charles s vlastní verzí jeho skladby „Crazy Love“ z alba Moondance. On sám se později, roku 2004, vyznal ze svého obdivu k Ray Charlesovi a v článku publikovaném na stránkách časopisu Rolling Stone popsal také Charlesův hudební vliv na svou tvorbu . V témže roce vydal pod legendární značkou Blue Note Records album What's Wrong with this Picture?, které získalo nominaci Grammy za nejlepší jazzové album současnosti. Jedná se patrně o jeden z hudebně nejdokonalejších produktů v jeho dosavadní diskografii – v písních ho doprovázejí renomovaní hudebníci, včetně proslulého klarinetisty Acker Bilka či multiinstrumentalisty Lee Godalla. Z kolekce třinácti písní vynikají především titulní „What's Wrong with this Picture“, svižná „Once in a Blue Moon“ nebo posluchačsky působivá předělávka tradicionálu „Saint James Infirmary“. Naproti tomu na countryovém opusu Pay the Devil (2006) dal přednost muzikantské bezprostřednosti před dokonalostí (album sám produkoval). V souboru patnácti countryových skladeb se objevují i jeho tři písně, včetně titulní. Album se setkalo s úspěchem: v žebříčku Billboard 200 se umístilo na sedmé příčce nejlepších alb z oblasti country. Ještě předtím, v roce 2004, vyšlo album Magic Time, shrnující rozmanité styly: keltský rock, R&B a blues. Dočkalo se příznivého hodnocení ze strany profesionální hudební kritiky. Jeho zatím posledním vydaným titulem je kompilace The Best Of Van Morrison Vol. 3 (2007), obsahující dosud nevydaný duet s Tomem Jonesem „Cry for Home“.

## Diskografie

### Studiová alba a záznamy koncertních vystoupení
| Rok  | Název alba | Umístění v žebříčcích | Umístění v žebříčcích | Hodnocení                  |
| Rok  | Název alba | Velká Británie        | USA                   | Hodnocení                  |
| ---- | --- | --------------------- | --------------------- | -------------------------- |
| 1967 | Blowin' Your Mind! - Epic/Legacy - Vydáno: září 1967                                                                                    | -                     | 182                   |                            |
| 1968 | Astral Weeks - Warner Bros. Records - Vydáno: listopad 1968                                                                             | -                     | -                     | USA: Gold                  |
| 1970 | Moondance - Warner Bros. Records - Vydáno: únor 1970                                                                                    | 32                    | 29                    | USA: Multi-Platinum        |
| 1970 | His Band and the Street Choir - Warner Bros. Records - Vydáno: 15. listopadu 1970                                                       | 18                    | 32                    |                            |
| 1971 | Tupelo Honey - Warner Bros. Records - Vydáno: říjen 1971                                                                                | -                     | 27                    | USA: Gold                  |
| 1972 | Saint Dominic's Preview - Warner Bros. Records - Vydáno: červenec 1972                                                                  | -                     | 15                    |                            |
| 1973 | Hard Nose the Highway - Warner Bros. Records - Vydáno: srpen 1973                                                                       | 22                    | 27                    |                            |
| 1974 | It's Too Late to Stop Now (Live, dvojalbum) - Warner Bros. Records - Vydáno: leden 1974                                                 | -                     | 53                    | UK: Silver                 |
| 1974 | Veedon Fleece - Warner Bros. Records - Vydáno: únor 1974                                                                                | -                     | 53                    | UK: Silver                 |
| 1977 | A Period of Transition - Warner Bros. Records - Vydáno: duben 1977                                                                      | 23                    | 43                    |                            |
| 1978 | Wavelength - Mercury - Vydáno: září 1978                                                                                                | 27                    | 28                    | UK: Silver USA: Gold       |
| 1979 | Into the Music - Warner Bros. Records - Vydáno: srpen 1979                                                                              | 12                    | 43                    |                            |
| 1980 | Common One - Warner Bros. Records - Vydáno: srpen 1980                                                                                  | -                     | 73                    |                            |
| 1982 | Beautiful Vision - Warner Bros. Records - Vydáno: únor 1982                                                                             | 31                    | 44                    |                            |
| 1983 | Inarticulate Speech of the Heart - Warner Bros. Records - Vydáno: březen 1983                                                           | 14                    | 116                   |                            |
| 1984 | Live at the Grand Opera House Belfast (Live) - Warner Bros. Records - Vydáno: 1984                                                      | -                     | -                     |                            |
| 1984 | A Sense of Wonder - Mercury - Vydáno: prosinec 1984                                                                                     | 25                    | 61                    |                            |
| 1986 | No Guru, No Method, No Teacher - Mercury - Vydáno: červenec 1986                                                                        | 27                    | 70                    |                            |
| 1987 | Poetic Champions Compose - Mercury - Vydáno: 1987                                                                                       | 22                    | 90                    |                            |
| 1988 | Irish Heartbeat with The Chieftans - Mercury - Vydáno: červen 1988                                                                      | 18                    | 102                   |                            |
| 1989 | Avalon Sunset - Mercury - Vydáno: 6. června 1989                                                                                        | 13                    | 91                    | UK: Silver, Gold USA: Gold |
| 1990 | Enlightenment - Mercury - Vydáno: říjen 1990                                                                                            | 5                     | 62                    | UK: Silver, Gold           |
| 1991 | Hymns to the Silence - Mercury - Vydáno: září 1991                                                                                      | 5                     | 99                    | UK: Silver USA Gold        |
| 1993 | Too Long in Exile - Exile/Polydor - Vydáno: červen 1993                                                                                 | 4                     | 29                    | UK: Silver                 |
| 1994 | A Night in San Francisco (Live) - Polydor - Vydáno: květen 1994                                                                         | 8                     | 125                   |                            |
| 1995 | Days Like This - Polydor - Vydáno: červen 1995                                                                                          | 5                     | 33                    | UK: Silver, Gold USA: Gold |
| 1996 | How Long Has This Been Going On with (Georgie Fame) - Polydor - Vydáno: červen 1995                                                     | -                     | 55                    | #1 Top Jazz Albums         |
| 1996 | Tell Me Something: The Songs of Mose Allison - Polydor - Vydáno: říjen 1996                                                             | -                     | -                     | #1 Top Jazz Albums         |
| 1997 | The Healing Game - Polydor - Vydáno: březen 1997                                                                                        | 10                    | 32                    | UK: Silver                 |
| 1999 | Back on Top - Virgin/Point Blank - Vydáno: 9. března 1999                                                                               | 11                    | 28                    | UK: Silver, Gold USA: Gold |
| 2000 | The Skiffle Sessions - Live in Belfast 1998 with (Lonnie Donegan and Chris Barber) (Live) - Virgin/Point Blank - Vydáno: 17. ledna 2000 | -                     | 14                    |                            |
| 2000 | You Win Again with Linda Gail Lewis - Virgin/Point Blank - Vydáno: 25. září 2000                                                        | 34                    | 161                   |                            |
| 2002 | Down the Road - Polydor - Vydáno: květen 2002                                                                                           | 6                     | 25                    | UK: Silver                 |
| 2003 | What's Wrong with This Picture? - Blue Note / EMI - Vydáno: 21. října 2003                                                              | -                     | 32                    |                            |
| 2005 | Magic Time - Exile/Polydor - Vydáno: 16. května 2005                                                                                    | 4                     | 25                    |                            |
| 2006 | Pay the Devil - Lost Highway - Vydáno: 7. března 2006                                                                                   | 8                     | 26                    |                            |
| 2008 | Keep It Simple - Lost Highway - Vydáno: 17. březen 2008                                                                                 | —                     | —                     |                            |
| 2012 | Born to Sing: No Plan B - Blue Note - Vydáno: 2. října 2012                                                                             | —                     | —                     |                            |

### Kompilace
| Název alba                                   | Rok  | Umístění v žebříčcích | Umístění v žebříčcích | Poznámky    |
| Název alba                                   | Rok  | USA                   | Velká Británie        | Poznámky    |
| -------------------------------------------- | ---- | --------------------- | --------------------- | ----------- |
| The Best of Van Morrison                     | 1990 | 41                    | 4                     | 4× Platinum |
| The Best of Van Morrison Volume 2            | 1993 | 176                   |                       |             |
| The Philospher's Stone                       | 1998 | 87                    |                       |             |
| Van Morrison at the Movies - Soundtrack Hits | 2007 | 35                    | 17                    |             |
| The Best of Van Morrison Volume 3            | 2007 | 149                   | 23                    |             |

### Singly
| Rok  | Název                                                     | US Hot 100 | US Mainstream Rock | UK singles | Album                                       |
| ---- | --------------------------------------------------------- | ---------- | ------------------ | ---------- | ------------------------------------------- |
| 1967 | "Brown Eyed Girl"                                         | 10         | -                  | -          | Blowin' Your Mind                           |
| 1967 | "Ro Ro Rosey"                                             |            | -                  | -          | Blowin' Your Mind                           |
| 1970 | "Come Running"/"Crazy Love"                               | 39         | -                  | -          | Moondance                                   |
| 1970 | "Domino"                                                  | 9          | -                  |            | His Band and the Street Choir               |
| 1971 | "Blue Money"                                              | 23         | -                  | -          | His Band and the Street Choir               |
| 1971 | "Call Me Up In Dreamland"/"Street Choir"                  | 95         | -                  | -          | His Band and the Street Choir               |
| 1971 | "Wild Night"                                              | 28         | -                  | -          | Tupelo Honey                                |
| 1971 | "Tupelo Honey"                                            | 47         | -                  | -          | Tupelo Honey                                |
| 1972 | "Like a Cannonball"                                       | -          | -                  | -          | Tupelo Honey                                |
| 1972 | "Jackie Wilson Said (I'm in Heaven When You Smile)"       | 61         | -                  | -          | Saint Dominic's Preview                     |
| 1972 | "Redwood Tree"                                            | -          | -                  | -          | Saint Dominic's Preview                     |
| 1973 | "Gypsy"                                                   | -          | -                  | -          | Saint Dominic's Preview                     |
| 1973 | "Warm Love"                                               | -          | -                  | -          | Hard Nose the Highway                       |
| 1973 | "Green"                                                   | -          | -                  | -          | Hard Nose the Highway                       |
| 1974 | "Ain't Nothing You Can Do"                                | -          | -                  | -          | It's Too Late to Stop Now                   |
| 1974 | "Bulbs"/"Cul De Sac"                                      | -          | -                  | -          | Veedon Fleece                               |
| 1977 | "Moondance"/"Cold Wind in August"                         | 92         | -                  | -          | Moondance                                   |
| 1978 | "Wavelength"                                              | 42         | -                  | -          | Wavelength                                  |
| 1979 | "Kingdom Hall"                                            | -          | -                  | -          | Into the Music                              |
| 1979 | "Full Force Gale"                                         | -          | -                  | -          | Into the Music                              |
| 1979 | "Bright Side of the Road                                  | -          | -                  | 63         | Into the Music                              |
| 1982 | "Cleaning Windows"                                        | -          | -                  | -          | Beautiful Vision                            |
| 1983 | "Cry For Home"/"Summertime in England"                    | -          | -                  | 98         | Inarticulate Speech of the Heart            |
| 1983 | "Celtic Swing"                                            | -          | -                  | -          | Inarticulate Speech of the Heart            |
| 1984 | "Dweller on the Threshold"/"Northern Muse (Solid Ground)" | -          | -                  | -          | Beautiful Vision                            |
| 1984 | "A Sense of Wonder"/"Haunts of Ancient Peace"             | -          | -                  | -          | A Sense of Wonder                           |
| 1985 | "Tore Down a la Rimbaud"                                  | -          | 19                 | -          | A Sense of Wonder                           |
| 1986 | "Ivory Tower"                                             | -          | 21                 | -          | No Guru, No Method, No Teacher              |
| 1986 | "Got To Go Back"/"In the Garden"                          | -          | -                  | -          | No Guru, No Method, No Teacher              |
| 1987 | "Did Ye Get Healed?"                                      | -          | -                  | -          | Poetic Champions Compose                    |
| 1987 | "Someone Like You"                                        | 28         | -                  | -          | Poetic Champions Compose                    |
| 1988 | "Queen of the Slipstream"                                 | -          |                    |            | Poetic Champions Compose                    |
| 1988 | "I'll Tell Me Ma"                                         | -          |                    |            | Irish Heartbeat                             |
| 1989 | "Have I Told You Lately"                                  | -          | 12                 | 74         | Avalon Sunset                               |
| 1989 | "Whenever God Shines His Light (with Cliff Richard)"      | -          | -                  | 20         | Avalon Sunset                               |
| 1990 | "Coney Island"/"Have I Told You Lately"                   | -          | -                  | 76         | Avalon Sunset                               |
| 1990 | "Real Real Gone"                                          | -          | 18                 | 79         | Enlightenment                               |
| 1990 | "In The Days Before Rock 'N' Roll"                        | -          | -                  | 94         | Enlightenment                               |
| 1993 | "Gloria"                                                  | -          | 36                 | 31         | Too Long in Exile                           |
| 1995 | "Days Like This"                                          | -          | -                  | 65         | Days Like This                              |
| 1995 | "No Religion"                                             | -          | -                  | 54         | Days Like This                              |
| 1997 | "The Healing Game"                                        | -          | -                  | -          | The Healing Game                            |
| 1999 | "Precious Time"                                           | -          | -                  | 36         | Back on Top                                 |
| 1999 | "Back on Top"                                             |            | -                  | -          | Back on Top                                 |
| 2000 | "I Wanna Go Home"                                         | -          | -                  | -          | The Skiffle Sessions - Live In Belfast 1998 |
| 2000 | "Let's Talk About Us"                                     | -          | -                  | -          | You Win Again                               |
| 2002 | "Meet Me In The Indian Summer"                            | -          | -                  | -          | Down the Road                               |
| 2002 | "Hey Mr DJ"                                               | -          | -                  | -          | Down the Road                               |